# Guy Maddin
Guy Maddin (ur. 23 lutego 1956 w Winnipeg) – kanadyjski reżyser, scenarzysta i operator filmowy. 
Ukończył ekonomię na University of Winnipeg. Pracował m.in. w banku, zanim w połowie lat 80. rozpoczął filmową karierę. Pierwszy, krótkometrażowy film zrealizował w 1986 (The Dead Father), dwa lata później debiutował dużym metrażu obrazem Tales from the Gimli Hospital. od tego czasu nakręcił blisko 30 filmów, licząc łącznie krótkie i dłuższe formy. Styl Maddina ciężko jednoznacznie określić, potrafi np. mieszać wątki fabularne z dokumentalnymi. Jest zafascynowany niemym kinem oraz filmami początku ery dźwiękowej, francuską awangardą i niemieckim ekspresjonizmem. Zdarza mu się wykorzystywać techniki filmów propagandowych, jego dzieła są okraszone absurdalnym humorem.
W 2009 ukazała się książka Kuby Mikurdy i Michała Oleszczyka pt. Kino wykolejone. Rozmowy z Guyem Madddinem (Korporacja Ha!art, Kraków 2009, ISBN 978-83-61407-33-1).

## Reżyseria (filmy długometrażowe)
- Tales from the Gimli Hospital (1988).
- Archangel (Archangel 1990)
- Ostrożnie (Careful 1992)
- Zmierzch lodowych nimf (Twilight of the Ice Nymphs 1997)
- Drakula: stronice z pamiętnika dziewicy (Dracula, Pages From a Virgin's Diary 2002)
- Tchórze przyklękają (Cowards Bend the Knee 2003)
- Najsmutniejsza muzyka świata (The Saddest Music in the World 2003)
- Piętno na umyśle! (Brand Upon the Brain! 2006)
- Moje Winnipeg (My Winnipeg 2007)
- Dziurka od klucza (Keyhole 2011)